# Jeff Louder

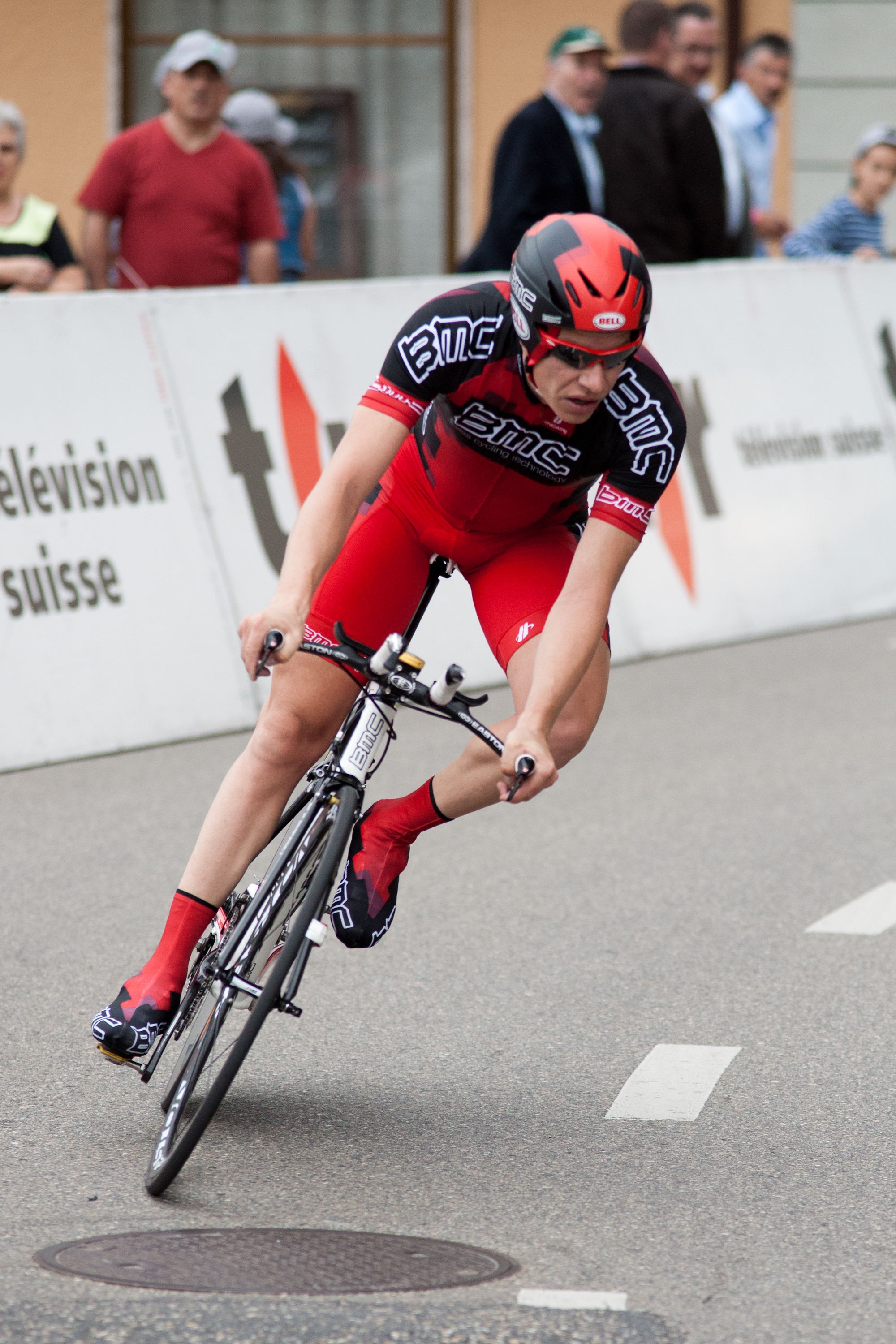
Jeff Louder bei der Tour de Romandie 2010

Jeff Louder (* 8. Dezember 1977 in Salt Lake City) ist ein ehemaliger US-amerikanischer Radrennfahrer.

## Sportliche Laufbahn
Jeff Louder begann seine Karriere im Jahr 2000 bei dem belgischen Radsportteam Tönissteiner-Colnago. 2003 wechselte er in seine Heimat zu den Navigators. Dort konnte er 2004 eine Etappe der Tour of Qinghai Lake und der Tour of Connecticat für sich entscheiden. In den folgenden Jahren startete er erfolgreich vor allem bei US-amerikanischen Radrennen. 2008 gewann er eine Etappe und die Gesamtwertung der Tour of Utah sowie 2009 eine Etappe und die Gesamtwertung der Redlands Bicycle Classics.
Ende der Saison 2014 beendete Louder seine Radsport-Laufbahn.

## Erfolge
2004
- eine Etappe Tour of Qinghai Lake

2008
- Gesamtwertung und eine Etappe Tour of Utah

2009
- Gesamtwertung und eine Etappe Redlands Bicycle Classics

2010
- eine Etappe Tour of Utah

## Teams
- 2000 Tönissteiner-Colnago
- 2001 Landbouwkrediet-Colnago
- 2002 Landbouwkrediet-Colnago
- 2003 Navigators
- 2004 Navigators Insurance
- 2005 Navigators Insurance
- 2006 Health Net-Maxxis
- 2007 Health Net-Maxxis
- 2008 BMC Racing Team
- 2009 BMC Racing Team
- 2010 BMC Racing Team
- 2011 BMC Racing Team
- 2012 UnitedHealthcare Pro Cycling Team
- 2013 UnitedHealthcare Pro Cycling Team
- 2014 UnitedHealthcare Professional Cycling Team